# Liste des stations de radio au Cap-Vert
Cet article présente la liste des radios diffusant au Cap-Vert. Toutes les radios cap-verdiennes diffusent en portugais.

## Radios nationales

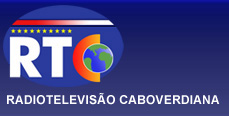
Logo de la Radio-télévision cap-verdienne

- Radio web capverdienne

### Radios publiques
- La Radiotelevisão Caboverdiana (pt) (« Radio-télévision du Cap-Vert ») abrégé en RTC - société publique gérant les radios publiques :
  - RCV Rádio de Cabo Verde : radio nationale généraliste
  - RCV Mais : radio culturelle
  - RCV Regional : radio régionale
- RDP África
- RFI Afrique

### Radios privées
- Praia FM
- Radio Cidade
- Rádio Comercial
- Radio Crioula
- Rádio Educativa
- Rádio Nova-Emissora Cristã

## Radios régionales ou locales
- CaboRadio
- Mosteiros FM
- Rádio Barlavento (en)
- Rádio Clube do Mindelo (en)
- Rádio Rural Santo Antão